# Lista siturilor arheologice din județul Constanța - F
Lista siturilor arheologice din județul Constanța - F conține toate siturile arheologice din județul Constanța înscrise în Repertoriul Arheologic Național (RAN) și aflate în localități al căror nume începe cu litera F. RAN este administrat de Ministerul Culturii și Patrimoniului Național și cuprinde date științifice, cartografice, topografice, imagini și planuri, precum și orice alte informații privitoare la zonele cu potențial arheologic, studiate sau nu, încă existente sau dispărute.
Puteți căuta un sit din localitățile care încep cu litera F folosind formularul de mai jos sau puteți naviga prin toate siturile din județ la Lista siturilor arheologice din județul Constanța.
| Cuprins: 0–9 A Ă Â B C D E F G H I Î J K L M N O P Q R S Ș T Ț U V W X Y Z |

| Cod RAN                                  | Denumire | Localitate                            | Adresă                                                                  | Datare                           | Descoperit | Coordonate                                    | Imagine           | Erori            |
| ---------------------------------------- | --- | ------------------------------------- | ----------------------------------------------------------------------- | -------------------------------- | ---------- | --------------------------------------------- | ----------------- | ---------------- |
| 61087.01.01 (Cod LMI: CT-I-s-B-02657)    | Necropola Latene de la Făurei / ansamblu anonim (Categorie: descoperire funerară) (Tip: Necropolă)                                                                                  | sat Făurei, oraș Băneasa              |                                                                         | geto-dacică sec. IV - III a.Chr. |            |                                               | Încărcați imagine | Raportați eroare |
| 61906.01.01 (Cod LMI: CT-I-s-B-02658)    | Necropola Latene de la Fântâna Mare / ansamblu anonim (Categorie: descoperire funerară) (Tip: Necropolă de incinerație)                                                             | sat Fântâna Mare, comuna Independența |                                                                         | geto-dacică sec. IV - II a. Chr. |            |                                               | Încărcați imagine | Raportați eroare |
| 61906.02.01 (Cod LMI: CT-I-s-A-02659)    | Tumulii de la Fântâna Mare / ansamblu anonim (Categorie: descoperire funerară) (Tip: Grup de tumuli)                                                                                | sat Fântâna Mare, comuna Independența |                                                                         |                                  |            | 43°58′18″N 28°02′49″E / 43.97179°N 28.04688°E | Încărcați imagine | Raportați eroare |
| 61407.01.01 (Cod LMI: CT-I-m-B-02660.01) | Așezarea rurală romană de la Fântânele / ansamblu anonim (Categorie: locuire civilă) (Tip: Așezare rurală)                                                                          | sat Fântânele, comuna Fântânele       |                                                                         | sec. I - III                     |            |                                               | Încărcați imagine | Raportați eroare |
| 61407.01.02 (Cod LMI: CT-I-m-B-02660.02) | Așezarea rurală romană de la Fântânele / ansamblu anonim (Categorie: locuire civilă) (Tip: Apeduct)                                                                                 | sat Fântânele, comuna Fântânele       |                                                                         |                                  |            |                                               | Încărcați imagine | Raportați eroare |
| 61041.01.01 (Cod LMI: CT-I-s-B-02661)    | Așezarea rurală romană de la Floriile / ansamblu anonim (Categorie: locuire civilă) (Tip: Așezare rurală)                                                                           | sat Floriile, comuna Aliman           |                                                                         | sec. I - VI                      |            | 44°08′28″N 27°49′56″E / 44.14111°N 27.83222°E | Încărcați imagine | Raportați eroare |
| 61041.02.01                              | Tumulul de la Floriile / ansamblu tumulul de la Floriile (Categorie: descoperire funerară) (Tip: Tumul)                                                                             | sat Floriile, comuna Aliman           |                                                                         |                                  | 2009       | 44°09′17″N 27°50′38″E / 44.15483°N 27.84386°E | Încărcați imagine | Raportați eroare |
| 61906.03.01                              | Situl arheologic de la Fântâna Mare / ansamblu anonim (Categorie: locuire) (Tip: Tell)                                                                                              | sat Fântâna Mare, comuna Independența |                                                                         | Gumelnița                        |            | 43°58′34″N 28°03′03″E / 43.97611°N 28.05083°E | Încărcați imagine | Raportați eroare |
| 61906.03.02                              | Situl arheologic de la Fântâna Mare / ansamblu anonim (Categorie: locuire) (Tip: Așezare)                                                                                           | sat Fântâna Mare, comuna Independența |                                                                         |                                  |            | 43°58′34″N 28°03′03″E / 43.97611°N 28.05083°E | Încărcați imagine | Raportați eroare |
| 61906.03.03                              | Situl arheologic de la Fântâna Mare / ansamblu anonim (Categorie: locuire) (Tip: Așezare)                                                                                           | sat Fântâna Mare, comuna Independența |                                                                         |                                  |            | 43°58′34″N 28°03′03″E / 43.97611°N 28.05083°E | Încărcați imagine | Raportați eroare |
| 61906.03.04                              | Situl arheologic de la Fântâna Mare / ansamblu anonim (Categorie: locuire) (Tip: Așezare)                                                                                           | sat Fântâna Mare, comuna Independența |                                                                         |                                  |            | 43°58′34″N 28°03′03″E / 43.97611°N 28.05083°E | Încărcați imagine | Raportați eroare |
| 61906.04.01                              | Locuirea în peșteră de la Fântâna Mare- Canaraua / ansamblu anonim (Categorie: locuire în peșteră) (Tip: Locuire în peșteră)                                                        | sat Fântâna Mare, comuna Independența | Canaraua                                                                | Gumelnița                        |            | 43°59′01″N 28°03′28″E / 43.98361°N 28.05778°E | Încărcați imagine | Raportați eroare |
| 62306.01.01                              | Valul mare de pământ de la Făclia-Autostrada Cernavodă - Constanța, tronson Cernavodă - Medgidia, km .159 / ansamblu anonim (Categorie: construcție defensivă) (Tip: Val de pământ) | sat Făclia, comuna Saligny            | Autostrada Cernavodă - Constanța, tronson Cernavodă - Medgidia, km .159 | bulgară sec. IX-X                |            | 44°16′04″N 28°03′42″E / 44.26767°N 28.06161°E | Încărcați imagine | Raportați eroare |